# Congresso internazionale di statistica
I congressi internazionali di statistica, fortemente voluti da Lambert-Adolphe-Jacques Quételet, si tennero in Europa dal 1853 al 1876.

## Alcuni congressi
- 1853: Bruxelles
- 1855: Parigi
- 1857: Vienna
- 1860: Londra
- 1863: Berlino
- 1867: Firenze
- 1869: L'Aia
- 1872: San Pietroburgo